# 鳥取市立城北小学校
鳥取市立城北小学校（とっとりしりつ じょうほくしょうがっこう）は、鳥取県鳥取市田園町四丁目にある公立小学校。

## 概要
城北小学校は鳥取市の中心より北に位置する市内でも児童数の多い学校で、古くからある住宅地、新興の住宅地、近年ではマンションの建設などもあり、例年は児童数の変動は少なくはない。また郊外型の店舗や卸売り団地など商業的にも多くの施設がある。校区の西側には一級河川・千代川が流れていることも大きな特徴である。

## 沿革
- 1960年（昭和35年）4月1日 - 中ノ郷小学校と千代水小学校を統合し、雁金小学校（仮称）として開校。[1]
- 1961年（昭和36年）
  - 3月11日 - 城北小学校と改称。
  - 4月1日 - 千代水校舎273名6学級を編成、中ノ郷校舎243名6学級を編成。
- 1962年（昭和37年）
  - 8月26日 - 本校舎管理棟完成し、移転。第2学期始業式挙行。
  - 12月9日 - 給食室完成。
- 1963年（昭和38年）
  - 3月11日 - 体育館完成、全校舎の竣工式を挙行。
  - 4月1日 - 松並地区（富桑地区）を編入。
  - 9月1日 - 校庭整地完了。
- 1964年（昭和39年）
  - 5月15日 - 学校図書館施設充実。
  - 5月26日 - 飼育舎及び記念五輪花壇施設完成。
  - 12月7日 - 城北橋竣工。
- 1965年（昭和40年）2月4日 - 校歌制定。
- 1966年（昭和41年）
  - 3月19日 - 登校道路桜並木植樹。
  - 5月14日 - 露場移転整備、学級園整備。
- 1967年（昭和42年）
  - 5月22日 - 水泳プール工事着工。
  - 8月26日 - 水泳プール竣工。
- 1968年（昭和43年）5月1日 - 留守家庭児童学級（すなやま）学級開設。
- 1969年（昭和44年）
  - 2月25日 - 増築校舎完成（5教室並びに下足場）。
  - 10月5日 - 創立10周年記念式典。
- 1970年（昭和45年）
  - 4月1日 - 特殊学級開設。
  - 8月10日 - 創立10周年記念碑建立。
- 1971年（昭和46年）2月12日 - 増築校舎完成（理科・音楽・家庭科室）。
- 1973年（昭和48年）4月1日 - 浜坂小学校を分離開校。
- 1974年（昭和49年）8月10日 - 校庭側溝整備及びフェンス取り付け。
- 1975年（昭和50年）11月15日・11月16日 - 創立15周年学習発表会・展覧会開催。
- 1977年（昭和52年）
  - 3月7日 - 増築校舎竣工（下足・視聴・図書・2教室）。
  - 10月 - 土俵場新設
- 1979年（昭和54年）
  - 5月26日 - 青少年赤十字加盟式挙行。
  - 6月14日 - プール上水道切り替え工事完了。
- 1981年（昭和56年）11月15日 - 創立20周年記念式典挙行。
- 1986年（昭和61年）
  - 1月21日 - 屋内運動場竣工。
  - 9月21日 - 飼育小屋増改築。
- 1989年（平成元年）4月 - 増改築竣工式挙行（管理諸室・多目的ホール）。
- 1990年（平成2年）2月10日 - 創立30周年記念式典及びタイム・カプセル埋設。
- 1991年（平成3年）
  - 4月10日 - 学校給食がセンター方式へ移管。
  - 9月 - 花壇の新設及び移転。
  - 12月 - 農機具庫新設。
- 1992年（平成4年）
  - 4月1日 - 心身障害児学級開設。
  - 6月 - 一輪車庫新設。
- 1993年（平成5年）4月 - 校訓碑建立。
- 1995年（平成7年）
  - 4月1日 - 鳥取市立中ノ郷小学校を新設分離。校区変更。
  - 4月18日 - 学校図書館施設充実。
- 1996年（平成8年）4月13日 - 配膳室の取り壊し
- 1999年（平成11年）
  - 1月16日 - 「かけこみ110番 城北小安心の家」ステッカー作成。
  - 3月31日 - 保健室改修工事完了。
- 2000年（平成12年）
  - 6月3日 - 新プール竣工式。
  - 10月7日 - 創立40周年記念式典挙行。
- 2002年（平成14年）
  - 4月25日 - 緊急通報装置設置。
  - 10月3日 - コンピュータ25台設置。
- 2003年（平成15年）
  - 3月28日 - 放課後児童クラブ施設「すなやま」完成。
  - 4月1日 - 情緒障害児学級「たんぽぽ」開設。
- 2003年（平成15年）8月29日 - 体育館床コーティング工事完了。
- 2006年（平成18年）9月22日 - 新校舎建築工事開始。
- 2007年（平成19年）
  - 12月19日 - 新校舎完成・引き渡し。
  - 12月25日 - 校舎移転後、旧校舎解体作業開始。
  - 12月29日 - 第2校舎（旧管理棟）改修工事開始。
- 2000年（平成12年）
  - 2月12日 - 体育館緞帳取り付け完了。
  - 3月12日 - 旧校舎解体工事完了。
  - 3月20日 - 第2校舎改修工事完了（3月28日に第2校舎引き渡し）。
- 2009年（平成21年）
  - 3月31日 - 校庭工事完了。（4月6日に引き渡し）
  - 4月10日 - 校舎増改築等竣工式。
  - 10月21日 - 城北お助け隊（樹木板取付）。
- 2010年（平成22年）
  - 1月31日 - 城北お助け隊（ステージ収納台製作）。
  - 10月16日 - 城北小学校創立50周年記念式典挙行。
- 2011年（平成23年）
  - 5月29日 - 学年園完成。
  - 6月1日 - 学校創立50周年記念植樹（ケヤキ他）。
  - 9月13日 - ジャングルジム設置。
- 2012年（平成24年）3月16日 - スカイウォークに校訓掲示。
- 2014年（平成26年）6月28日 - 校庭移植により校庭芝生化。
- 2016年（平成28年）5月24日 - 地域創造学校（コミュニティ・スクール）指定。
- 2019年（令和元年）10月18日 - 教室エアコン設置。
- 2020年（令和2年）2月 - 全児童に情報端末（タブレットPC）を配布。

## 通学区域
- 青葉町一丁目、青葉町二丁目、青葉町三丁目、秋里、商栄町、田島（一区）、千代水一丁目、千代水二丁目の一部、千代水三丁目の一部、田園町三丁目、田園町四丁目、西品治（鳥取県道193号田島片原線より北の一部）、松並町一丁目、松並町二丁目、松並町三丁目、丸山町（鳥取県道318号伏野覚寺線より北）、緑ヶ丘二丁目の一部、緑ヶ丘三丁目の一部、南安長一丁目の一部、南安長二丁目の一部、南安長三丁目の一部、安長の一部[2]

## 進学先中学校
- 鳥取市立北中学校

## 交通アクセス
- JR山陰本線鳥取駅より約3km
- 日ノ丸バス賀露循環線・湖山鳥大線（相生町経由）・湖岸線・鹿野線（路線番号：41・41H・43・44・45H・46・46H・47・47H・48・49）「城北小学校前」バス停下車

## 校区内の主な施設
- 日本海テレビジョン放送
- 東部自動車学校